# PsycINFO
PsycINFO est une base de données bibliographiques dans le champ de la littérature scientifique en psychologie. Elle est produite par l'Association américaine de psychologie. Il s'agit de la version électronique de Psychological Abstracts. En 2000, elle a absorbé PsycLIT qui était diffusée sur CD-ROM. 